# 朝来バイオマス発電所
朝来バイオマス発電所（あさごバイオマスはつでんしょ）は、兵庫県朝来市にある関西電力グループである関電エネルギーソリューションのバイオマス発電所。

## 概要
関西電力グループとして初の木質バイオマス専焼発電所として、2016年（平成28年）に運転開始した。
兵庫県、朝来市、兵庫県森林組合連合会（以下、県森連）、公益社団法人兵庫みどり公社および関西電力株式会社が共同で、森林内に残された未利用木材をバイオマスエネルギーとして活用する「兵庫モデル」の事業である。兵庫県森林組合連合会が運営する「be材供給センター」が発電所と同一敷地内に設置されて燃料チップを発電所に全量供給し、発電所は全量購入し、社会情勢が激変しない限り20年間一定量を固定価格で取引する、との取り決めだった。
2022年に、兵庫県森林組合連合会は木材価格の高騰（ウッドショック）により事業収益が悪化し、事業継続が困難となったとして、関西電力側に事業の撤退を申し入れ、関西電力側も発電事業を停止した。

## 沿革
- 2013年（平成25年）12月9日 - 兵庫県、朝来市、兵庫県森林組合連合会、公益社団法人兵庫みどり公社、関西電力株式会社の5者で「木質バイオマス事業計画の推進に関する協定書」を締結[5]
- 2016年（平成28年）12月1日 - 運転開始[6]
- 2022年（令和4年）12月24日 - 停止[7]
- 2022年（令和4年）12月25日 - 協定書の解約[8]